# Fanny Murray
Fanny Murray, född 1729, död 1778, var en brittisk kurtisan. Hon var en av de mest berömda kurtisanerna under sin samtid och var en känd modeförebild, bland annat känd för en huvudbonad kallad "Fanny Murray cap".

## Biografi
Fanny Murrays bakgrund är svår att bekräfta eftersom information har tagits från hennes memoarer som har ifrågasatts. Hon uppges fötts i Bath som dotter till en musiker vid namn "Rudman". Hon blev föräldralös vid 12 års ålder och arbetade som blomsterförsäljare tills hon förfördes av politikern John Spencer. Hon blev därefter älskarinna till den förmögna Beau Nash vid 14 års ålder.
Murray kom till London som tonåring där hon började arbeta som "dress-lodger", en prostituerad som hyrde fina kläder för att få kunder och arbetade av skulden till klädesuthyraren. Vid 17 års ålder fick hon 1746 en rekommendation i Harris's List of Covent Garden Ladies, vilket blev hennes genombrott och genast gjorde henne till en lyxprostituerad (kurtisan), och de följande åren hade hon en rad förmögna kunder. Hon beskrevs även i Giacomo Casanovas memoarer. Hon gifte sig med Sir Richard Atkins, 6th Baronet. Hennes make avled 1756, varefter hon sattes på gäldstugan på grund av makens skulder. Det var under denna tid hon uppges ha skrivit sina memoarer. Hon gifte sig 1757 med teaterdirektören David Ross, med vilken hon levde i ett lyckligt äktenskap resten av sitt liv.

## Eftermäle
Fanny Murray var älskarinna till John Montagu, 4:e earl av Sandwich, som dedikerade Essay on Woman (1763) till henne, ett verk som ledde till John Wilkes fall. Hon spekuleras ha varit förebilden för huvudpersonen i romanen Fanny Hill, som utgavs 1749, då hon var en av Storbritanniens mest berömda kurtisaner.
Verket Memoirs of the Celebrated Miss Fanny Murray (1759) har kallats för de första memoarerna av en prostituerad inom sin genre, men det är obekräftat och tveksamt om de faktiskt skrevs av henne. 